# Мира (Ликија)
Мира (лат. Myra), био је древни град у античкој Ликији, смештен у данашњем градићу Кале (Демре) у турској регији Анталија. У историјским изворима се први пут појављује као члан Ликијског савеза (168. п. н. е. — 43). У античко доба су крај града у стенама уклесани живописни гробови. Познат је и као рано хришћанско средиште. У 4. веку тамо је као архиепископ изабран Свети Никола.

## Фотографије и видео-снимци
- QTVR fullscreen panoramas Архивирано на веб-сајту  (11. јун 2020) of the Church of St. Nicholas and the Roman theatre
- Myra Guide and Photo Album Архивирано на веб-сајту  (31. октобар 2009)
- Demre – Kale Архивирано на веб-сајту  (15. мај 2010) Guide and Photo Album
- Virtual tour of the ancient city Архивирано на веб-сајту  (14. април 2012)
- Livius.org: Myra Архивирано на веб-сајту  (17. март 2008) (Pictures)